# Herb Zabłudowa
Herb Zabłudowa – jeden z symboli miasta Zabłudów i gminy Zabłudów w postaci herbu.

## Wygląd i symbolika
Herb przedstawia na  srebrnej tarczy herbowej wizerunek czerwonego jelenia skaczącego w heraldycznie lewą stronę.
Symbolika herbu nawiązuje do jeleni żyjących w okolicznych lasach.

## Historia
W 1654 roku król Jan Kazimierz wraz z nadaniem praw miejskich nadał miastu również herb, który przedstawiał „jednorożca biegnącego z rozdartym papierem na którym Orzeł Czarny”. 21 sierpnia 1990 roku ustanowiono wizerunek „Jelenia skaczącego”.